# Plivaća kožica
Plivaća kožica je koža koja se razvila između prstiju životinja koje žive ili provode značajnu količinu vremena u vodi.
Ona povećava efikasnost pokreta plivanja, jer povećava površinu prednjih i ili stražnjih nogu životinje i time omogućava bolji prijenos snage mišića na vodu.
Plivaće kožice su elastične, tako da se površina udova kod kretanja suprotnog od pravca plivanja može smanjiti i time omogućiti niži otpor vodi. Čitav niz životinja koje žive u vodi imaju plivaće kožice, kao na primjer tuljani, dabrovi, vodozemci, čitav niz porodica ptica, neki gmazovi i dr.

## Ljudi
Kod ljudi se također može pojaviti, uvjetno rečeno, „plivaća kožica”, koja se u tom slučaju stručno naziva sindaktilija. Takva je pojava genetski uvjetovana greška u građi, koja može biti i posljedica drugih zdravstvenih problema poput Downovog, Pfeifferovog ili Apertovog sindroma te drugih.